# Kakkerlak (personage uit De Blauwbloezen)
Kakkerlak (Frans: Cancrelat) is een stripfiguur die regelmatig voorkomt in de stripreeks De Blauwbloezen van Raoul Cauvin en Willy Lambil. Hij speelt een (fictieve) rol in de periode van de Amerikaanse Burgeroorlog (1861 - 1865) tussen de Noordelijke en Zuidelijke staten.
Kakkerlak is een bijnaam; de echte naam van het personage blijft (tot nu toe) nog onbekend in de reeks. Het is waarschijnlijk dat dit een bijnaam is vanwege zijn uiterlijk en verfoeilijke karakter. Hij is opvliegend, wraakzuchtig en sadistisch tegen de hoofdpersonages Blutch en Chesterfield omdat Kakkerlak bij de Zuidelijke Staten dient en een enorme haat heeft tegen de Noordelijke Yanks. Hij is de enige vijand die regelmatig terugkeert in de stripreeks, vaak op komische wijze.

## Verschenen in
- (nr. 6 De nor in Robertsonville) Kakkerlak verschijnt voor het eerst in dit album, als gevangenisbewaarder, de wreedste en de woeste. Hij beleeft plezier in het treiteren van de gevangenen en het geestelijk vernederen van de noordelijke gevangenen, en wordt al gauw de grootste vijand van Blutch en Chesterfield.
- (nr. 19 The David) In dit album kruist het pad weer met Kakkerlak, die een geheime militaire plaats van de Zuidelijke Staten bewaakt en nog steeds haat voor Blutch en Chesterfield koestert
- (nr. 31 Drummer boy)
- (nr. 32 Te gek om los te lopen)
- (nr. 50 De klopjacht)
- (nr. 58 Groene vingers)